# Regeringen Posse
Regeringen Posse var Sveriges regering mellan 19 april 1880 och 13 juni 1883. Regeringschef (statsminister) var Arvid Posse.

## Statsråd
* Statsminister eller departementschef
| Statsminister         |  | Arvid Posse*                | 19 april 1880   | 13 juni 1883      | Lantmannapartiet  |       |
| Justitieminister      |  | Nils von Steyern*           | 19 april 1880   | 6 februari 1888   | Partilös          | [ 1 ] |
| Utrikesminister       |  | Carl Fredrik Hochschild*    | 27 april 1880   | 25 september 1885 | Partilös          | [ 2 ] |
| Krigsminister         |  | Otto Taube*                 | 19 april 1880   | 16 juni 1882      | Partilös          | [ 3 ] |
| Krigsminister         |  | Axel Ryding*                | 16 juni 1882    | 4 oktober 1887    | Partilös          | [ 3 ] |
| Sjöförsvarsminister   |  | Carl Gustaf von Otter*      | 19 april 1880   | 16 december 1892  | Partilös          | [ 3 ] |
| Finansminister        |  | Hans Forssell*              | 11 maj 1875     | 7 december 1880   | Oberoende liberal | [ 4 ] |
| Finansminister        |  | Arvid Posse*                | 7 december 1880 | 8 mars 1881       | Lantmannapartiet  | [ 4 ] |
| Finansminister        |  | Robert Themptander*         | 8 mars 1881     | 28 maj 1886       | Oberoende liberal | [ 4 ] |
| Ecklesiastikminister  |  | Carl Gustaf Malmström*      | 1 november 1878 | 27 augusti 1880   | Partilös          | [ 5 ] |
| Ecklesiastikminister  |  | Carl Hammarskjöld*          | 27 augusti 1880 | 6 februari 1888   | Partilös          | [ 5 ] |
| Civilminister         |  | Fredrik Hederstierna*       | 19 april 1880   | 13 juni 1883      | Partilös          |       |
| Konsultativa statsråd |  |                             |                 |                   |                   |       |
| Konsultativa statsråd |  | Carl Hammarskjöld           | 19 april 1880   | 27 augusti 1880   | Partilös          |       |
| Konsultativa statsråd |  | Johan Christer Emil Richert | 19 april 1880   | 13 juni 1883      | Partilös          |       |
| Konsultativa statsråd |  | Henric Lovén                | 19 april 1880   | 13 juni 1883      | Partilös          |       |
| Konsultativa statsråd |  | Robert Themptander          | 7 december 1880 | 8 mars 1881       | Oberoende liberal |       |